# Al centro della scena Mixtape
Al centro della scena Mixtape è un mixtape del disc jockey Italiano DJ Double S, pubblicato il 23 giugno 2012 esclusivamente sul sito dell'etichetta discografica Tempi Duri Records. 

## Descrizione
Contiene alcuni freestyle inediti, oppure semplicemente alcune strofe inedite di tracce già pubblicate. Sono presenti comunque numerose tracce già edite negli album dei rispettivi artisti.

## Tracce
1. Al Centro Della Scena (Intro), inedito - 1:05
2. King Del Mixtape (feat. Fabri Fibra), inedito - 1:28
3. Il Mio Mixtape (feat. Entics, Fabri Fibra) - 3:30
4. Rapper/Criminale (feat. Marracash) - 4:04
5. Sono Ancora Qui (feat. Don Joe, Shablo, Caneda, Entics, 'Nto) - 2:32
6. Freestyle (feat. Amir), inedito - 1:00
7. Freestyle (feat. Rancore), inedito - 0:51
8. Testaccia Malata (feat. Turi) - 2:25
9. Boom Clap (feat. Killa Soul) - 2:58
10. Real Classic Shit (feat. Mistaman, DJ Shocca) - 2:45
11. Freestyle (feat. Lefty), inedito - 1:15
12. Freestyle (feat. Primo), inedito - 1:58
13. Negative Youth (feat. Salmo) - 2:09
14. O' Mar 'e o' Sole (feat. Rocco Hunt, Clementino) - 2:59
15. La Prova Vivente (Re-Edit) (feat. Rapstar, Marracash) - 3:28
16. Domani Non So (feat. Don Joe, Shablo, Street Fighters, Rocco Hunt, MixUp, LowLow, Nayt, Parix), inedito sulla base di Le leggende non muoiono mai - 4:43
17. Freestyle (feat. E-Green), inedito - 1:01
18. Uomo D'Acqua Dolce (feat. Ghemon) - 2:30
19. Keep It Real (feat. Kiave) - 2:01
20. Credo (feat. Maxi B) - 2:30
21. Tutto Ok (feat. Mr. Phil, Baby K, Il Turco, Er Costa), - 3:20
22. Freestyle (feat. Ensi), inedito - 1:08
23. Toxico (feat. Clementino) - 2:38
24. Freestyle (feat. Maury B), inedito - 1:10
25. Abracadabra (feat. Rischio, Entics) - 2:49
26. Come Un Pitbull (feat. Emis Killa) - 2:38
27. Attraverso Il Vetro (feat. Stokka & MadBuddy) - 2:43
28. Freestyle (feat. Raige), inedito - 1:11
29. Top Ten (feat. Rayden, Fabri Fibra) - 2:37
30. Daje Tutti (feat. Er Costa) - 2:02
31. Freestyle (feat. Rise), inedito - 2:46